# Thuis voor de Buis
Thuis voor de Buis is een Nederlands televisieprogramma dat wordt uitgezonden op RTL 4 en wordt geproduceerd door de Nederlandse productiemaatschappij IDTV. In het programma geven gezinnen uit de Nederlandse samenleving commentaar op Nederlandse televisieprogramma's vanuit hun eigen huiskamer. Het programma is een Nederlandse bewerking van het Engelse format Gogglebox.

## Kijkcijfers

### Overzicht
| Seizoen   | Tijdslot        | Start seizoen    | Start seizoen     | Einde seizoen  | Einde seizoen     | Gemiddelde kijkcijfers |
| Seizoen   | Tijdslot        | Datum            | Kijkcijfers start | Datum          | Kijkcijfers einde | Gemiddelde kijkcijfers |
| --------- | --------------- | ---------------- | ----------------- | -------------- | ----------------- | ---------------------- |
| Seizoen 1 | Woensdag, 21.30 | 27 augustus 2014 | 985.000           | 8 oktober 2014 | 968.000           | 818.714                |
| Seizoen 2 | Woensdag, 21.30 | 25 maart 2015    | 665.000           | 13 mei 2015    | 825.000           | 762.125                |

### Seizoen 1
| # | Uitzenddatum      | Kijkcijfers |
| - | ----------------- | ----------- |
| 1 | 27 augustus 2014  | 985.000     |
| 2 | 3 september 2014  | 654.000     |
| 3 | 10 september 2014 | 756.000     |
| 4 | 17 september 2014 | 527.000     |
| 5 | 24 september 2014 | 946.000     |
| 6 | 1 oktober 2014    | 895.000     |
| 7 | 8 oktober 2014    | 968.000     |

### Seizoen 2
| # | Uitzenddatum  | Kijkcijfers |
| - | ------------- | ----------- |
| 1 | 25 maart 2015 | 665.000     |
| 2 | 1 april 2015  | 735.000     |
| 3 | 8 april 2015  | 683.000     |
| 4 | 15 april 2015 | 764.000     |
| 5 | 22 april 2014 | 697.000     |
| 6 | 29 april 2015 | 794.000     |
| 7 | 6 mei 2015    | 934.000     |
| 8 | 13 mei 2015   | 825.000     |

## Productie
Thuis voor de Buis is een productie van het Nederlandse productiebedrijf IDTV, bekend van andere programma's als Wie is de Mol?, Campinglife en Bed & Breakfast. Het programma wordt sinds 2013 al uitgezonden in het Verenigd Koninkrijk, waar het wordt geproduceerd door Studio Lambert. Zowel Studio Lambert als het Nederlandse IDTV zijn onderdeel van moederbedrijf All3Media. 
Farah Ramzan Golant, directeur van All3Media, zegt over het format: "Iedereen houdt van tv kijken en praten over tv, maar het programma gaat feitelijk niet helemaal over tv. Het gaat over het leven van de mensen die we volgen, hun relaties, hun woonkamer en de manier waarop ouders en kinderen praten over tv. Het programma is bijna live, aangezien je kijkt naar wat er is gebeurd in de afgelopen zeven dagen. Dat is best bijzonder. Het programma toont op een levendige manier tv-programma's in de huiskamers van de gezinnen. Het geeft weer welke onmisbare rol de tv tegenwoordig in het leven van mensen speelt".

## Deelnemers
| Deelnemers             | Woonplaats   | Duur | Duur | Opmerkingen                                                                |
| Deelnemers             | Woonplaats   | S1   | S2   | Opmerkingen                                                                |
| ---------------------- | ------------ | ---- | ---- | -------------------------------------------------------------------------- |
| Christiaan & Marjolijn | Amsterdam    | X    | X    | Vrienden, woonstylisten                                                    |
| Cobie & Nettie         | Den Haag     | X    | X    | Tweelingzussen van tachtig jaar                                            |
| Familie Blank          | Oostzaan     | X    | X    | Vader en moeder Martin en Erna met hun dochters Dianthe en Celine          |
| Familie Hendriks       | Landgraaf    | X    | X    | Vader en moeder Maurice en Nancy met hun zoon Josh                         |
| Familie La Porte       | Dordrecht    | X    | X    | Vader en moeder Jan Jaap en Carol met hun zoon Jesse                       |
| Lindcy & Sandy         | Amsterdam    | X    | X    | Twee Surinaamse vriendinnen                                                |
| Familie Boer           | Dordrecht    |      | X    | Vader en moeder Chris en Marijke met hun dochter Christa en schoonzoon Sam |
| Familie Shirali        | Hoogeveen    |      | X    | Vader en moeder Hamid en Mariam met hun dochter Morwarid                   |
| Gary & Stacey Gray     | Almere       |      | X    | Twee broers                                                                |
| Jack & Bertilia        | Amsterdam    |      | X    | Een getrouwd stel                                                          |
| Yvonne & Thera         | Nieuw Vennep |      | X    | Twee vriendinnen                                                           |
| Familie Celik          | Amsterdam    | X    |      | Vader en moeder Abdullah en Hatice met hun dochters Sultan en Serap        |
| Familie Franc          | Nijnsel      | X    |      | Vader en moeder Erik en Jose met hun kinderen Jesper en Demi               |
| Mieke & Dimitris       | Uithoorn     | X    |      | Moeder en zoon                                                             |
| Jos & Thijs            | Amsterdam    | X    |      | Twee vrienden                                                              |
| Steven & Collin        | Amsterdam    | X    |      | Twee vrienden                                                              |
| Studentenhuis          | Amsterdam    | X    |      | Steeds wisselende bezetting van vier a vijf studenten                      |

## Internationale versies
Naast het Britse origineel (Gogglebox) wordt het format uitgezonden in landen als China (Jiangsu Television), Oekraïne (ICTV), Canada (Bell Media) en de Verenigde Staten (Bravo), alwaar het programma The People's Couch heet. Ook in Ierland (TV3), Italië (Mediaset), Polen (TTV) en Australië (Foxtel) is het programma te zien.
In België wordt het programma sinds 31 januari 2015 uitgezonden op VRT 1 onder de titel Hallo televisie!.